# Wierzba oszczepowata

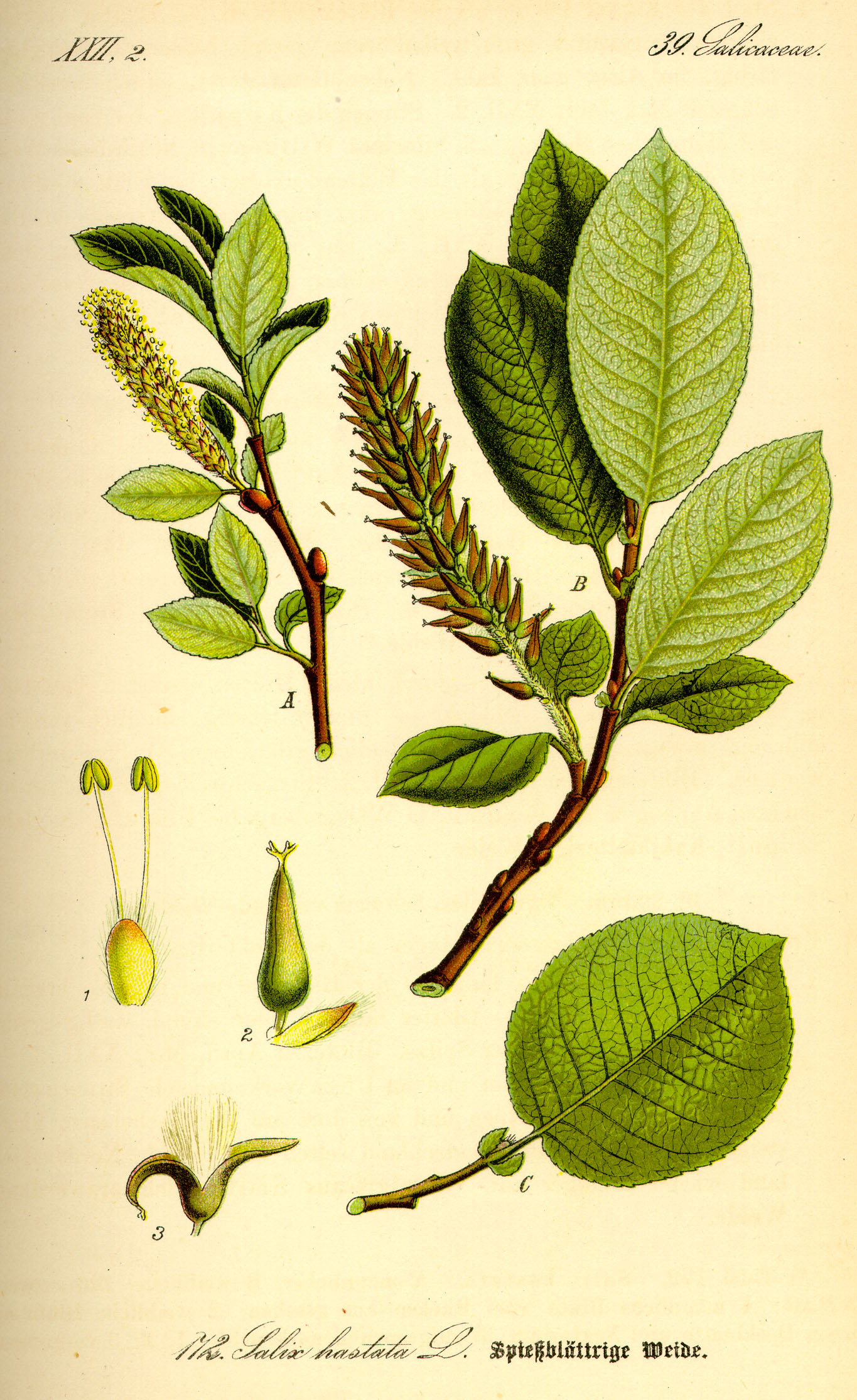
Morfologia

Wierzba oszczepowata (Salix hastata) – gatunek rośliny należący do rodziny wierzbowatych. W Polsce stanie dzikim bardzo rzadki, czasami uprawiany jako roślina ozdobna.

## Rozmieszczenie geograficzne
Gatunek arktyczno-alpejski. Występuje wokółbiegunowo w tundrze i górach Europy (na północy aż po Laponię), na znacznych obszarach Azji oraz w północnej części Ameryki Północnej (aż po Alaskę i Jukon). W Europie jest rzadki i występuje tylko w wysokich górach: w Alpach, północnych Apeninach, w Karpatach, Górach Dynarskich, górach Półwyspu Iberyjskiego i Półwyspu Bałkańskiego. W Polsce występuje tylko w Tatrach i znane są tylko 4 jego stanowiska: Przełęcz Pyszniańska, Giewont, Wyżnia Świstówka (prawdopodobnie Wyżnia Świstówka Małołącka) i Mała Koszysta. Prawdopodobnie informacje o występowaniu Salix arbuscula na Kominiarskim Wierchu dotyczą też wierzby oszczepowatej. 

## Morfologia
PokrójKrzew o wysokości do 1,5 m, płożący się.
PędyGałązki stosunkowo grube i silnie rozgałęziające się. Młode gałązki owłosione, starsze nagie. Pąki nagie.
LiściePodłużne, jajowate lub odwrotnie jajowate o ostrych końcach, spodem sine. Na brzegach delikatnie piłkowane. Przylistki dobrze rozwinięte. Liście nie czernieją przy suszeniu. Starsze liście nagie, tylko młode delikatnie owłosione.
KwiatyRoślina dwupienna. Kwiaty zebrane w kwiatostany zwane kotkami. Kotki męskie o łuskach ciemniejszych na końcach i długości do 2cm. Mają wolne pręciki o nagich nitkach i 1 miodnik w każdym kwiatku. Kotki żeńskie mają długość do 3 cm. W ich kwiatach żeńskich znamiona słupka dużo krótsze od szyjki.

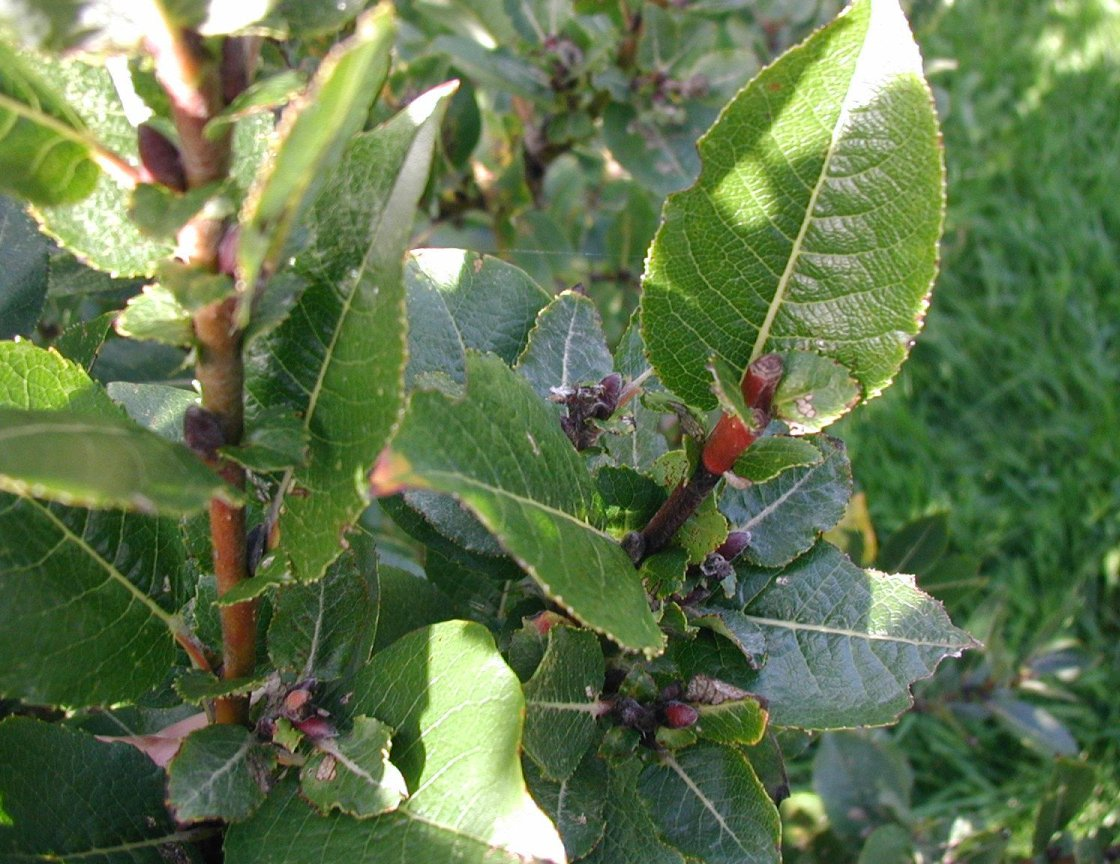
Liście
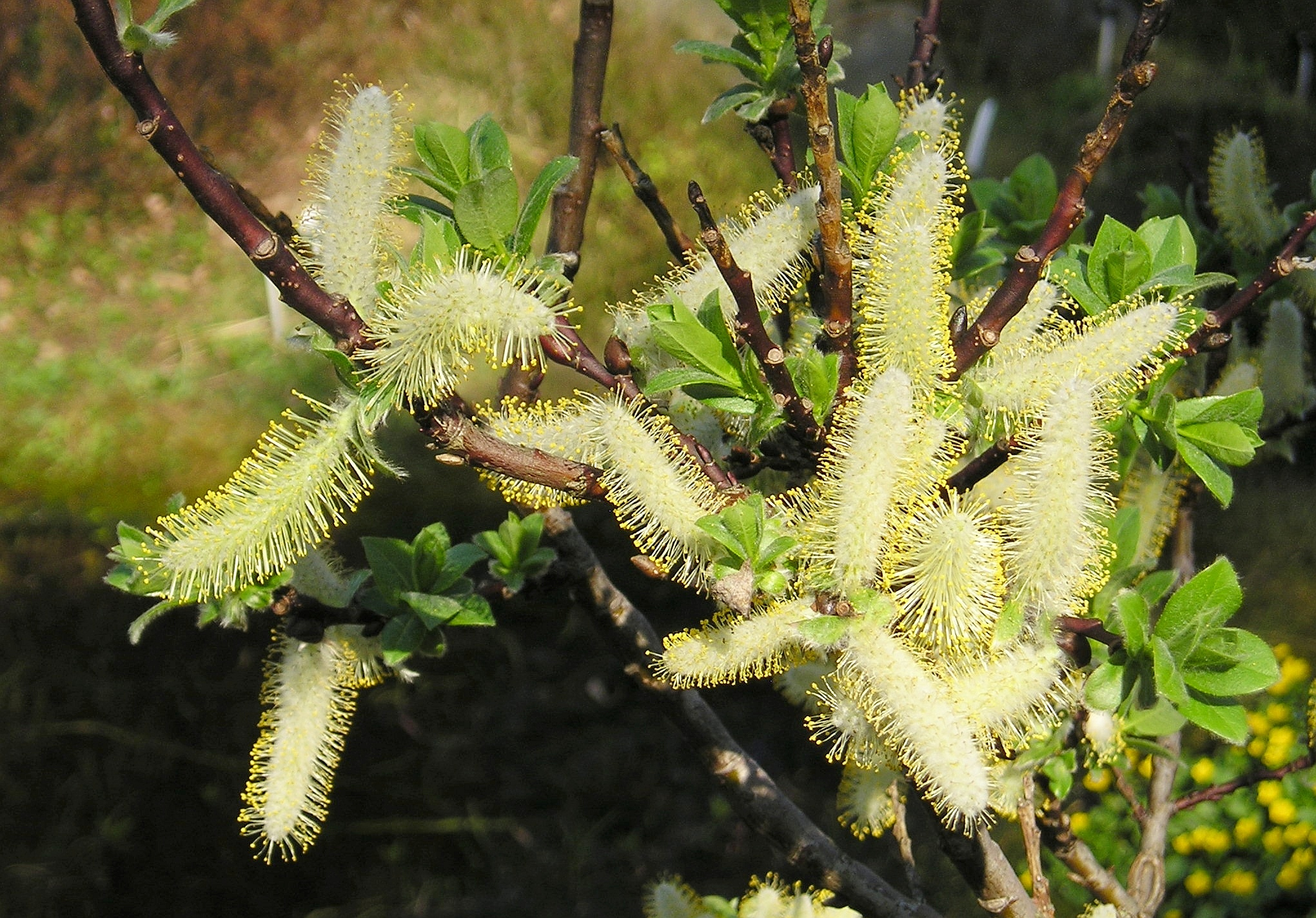
Kwiaty męskie
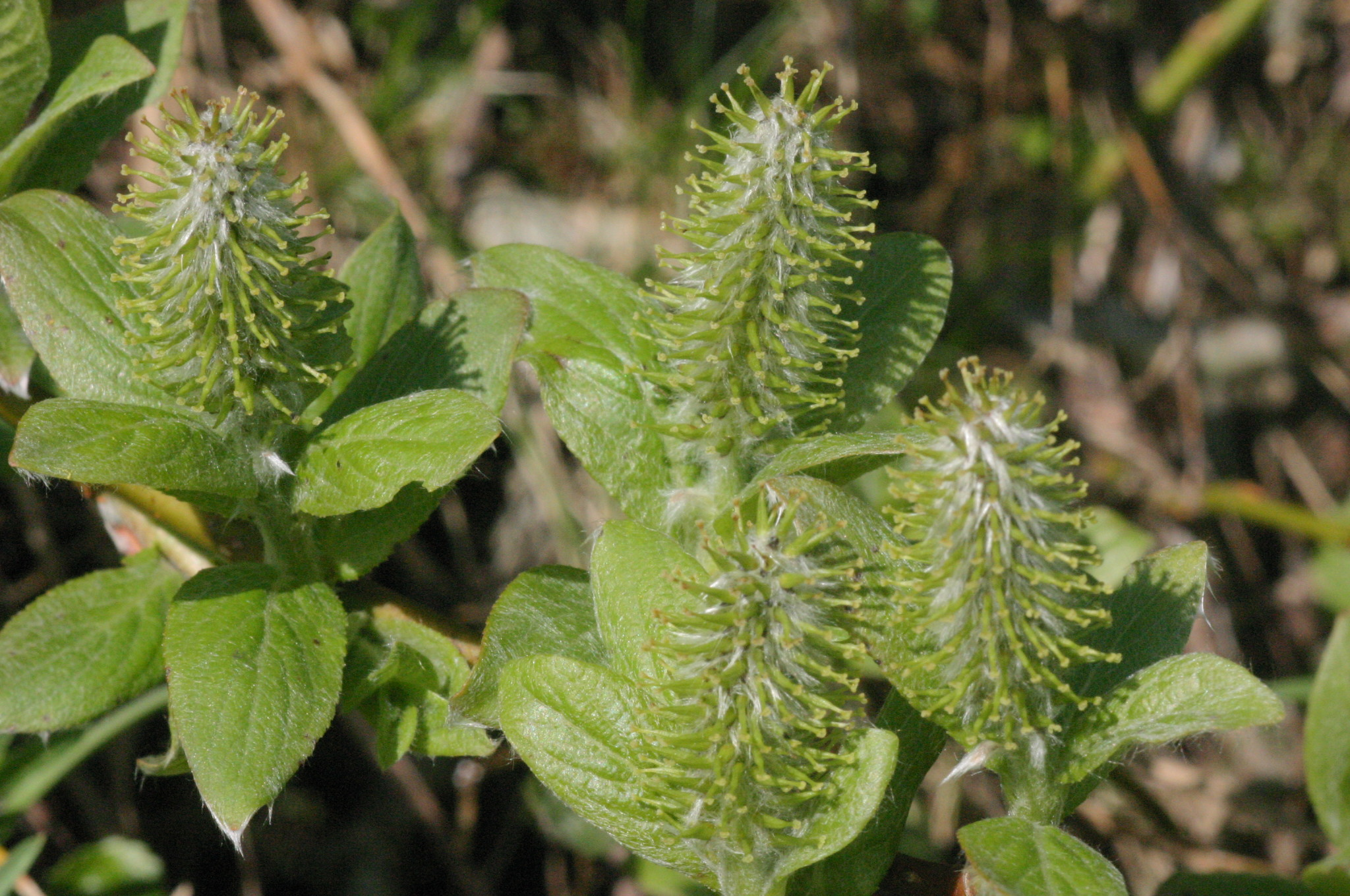
Kwiaty żeńskie

## Biologia i ekologia
Roślina wieloletnia, krzew, nanofanerofit. Jest owadopylna i miododajna, kwitnie w czerwcu. Siedlisko: roślina wysokogórska. Rośnie przy potokach i na innych wilgotnych miejscach w piętrze regla górnego i kosówki na glebach lekko kwaśnych lub zasadowych. Liczba chromosomów 2n = 38.
Tworzy różniące się od typowej formy, trudne do oznaczenia mieszańce z: Salix amygdalina, Salix aurita, Salix bicolor, Salix caprea, Salix cinerea, Salix herbacea, Salix nigricans, Salix retusa, Salix silesiaca, Salix rosmarinifolia.

## Zagrożenia
Z powodu rzadkości występowania jest gatunkiem zagrożonym. Łączna liczba wszystkich okazów w polskich Tatrach to kilkanaście sztuk. Wszystkie jej stanowiska w polskich Tatrach znajdują się na obszarze ochrony ścisłej Tatrzańskiego Parku Narodowego. Umieszczona w Polskiej Czerwonej Księdze Roślin oraz na polskiej czerwonej liście w kategorii EN (zagrożony).

## Zastosowanie
- Wierzba oszczepowata jest uprawiana jako roślina ozdobna, przeważnie w formie szczepionej na pniu. Należy do grupy tzw. wierzb miniaturowych. Uprawiane odmiany znacznie różnią się od dziko rosnących. Wyselekcjonowano odmianę 'Werrhehanni', której męskie okazy bardzo obficie kwitną[11][5].
- Sposób uprawy: Wymaga corocznego cięcia, by ładnie wyglądała.